# Fusible de rosca

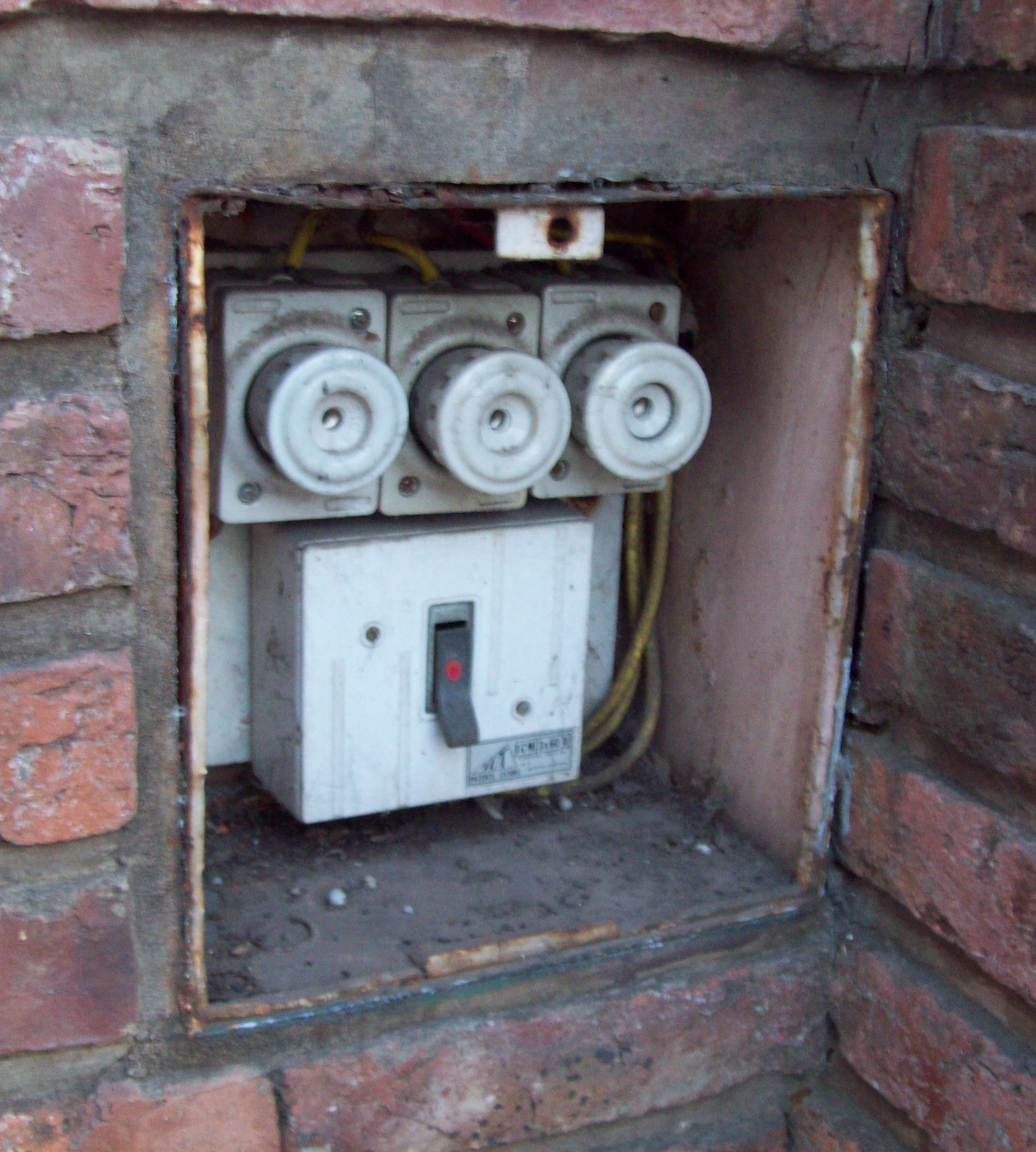
Tres fusibles de rosca para proteger la instalación eléctrica de una residencia.

El fusible de rosca es un tipo de fusible utilizado como protección en las instalaciones eléctricas domiciliarias. Consiste en un cuerpo de porcelana, dentro del cual se aloja un trozo de alambre o conductor por el cual pasa la corriente a proteger. Cuando esta toma un valor peligroso, este hilo conductor se funde por Efecto Joule, interrumpiendo  el paso de la corriente hasta su reparación. Para que el arco producido por este corte se apague rápidamente, se lo llena a veces con arena de cuarzo seca.
Estos fusibles se colocan sobre un cuerpo de porcelana con rosca, llamado interceptor o Bbase VZ, que se pueden tener varias formas comerciales. Estos fusibles llevan rosca Edison.